# RS Puppis
RS Puppis (oder gekürzt RS Pup) ist ein Cepheid im Sternbild Puppis oder Achterdeck des Schiffs.
Aufgrund seiner Lage in einem ausgedehnten Nebel ist es Wissenschaftlern mit ESOs New Technology Telescope im La Silla Observatory gelungen, seine Entfernung geometrisch anhand des Lichtechos im Nebel zu bestimmen. Die Entfernung beträgt 6500 ± 90 Lichtjahre. Es ist eine der genausten Entfernungsmessungen von Cepheiden, was insofern bedeutsam ist, da Cepheiden ihrerseits zur Entfernungsbestimmung von ihnen nahen Objekten eingesetzt werden. Neuere Parallaxenmessungen des Gaia-Satelliten deuten allerdings auf eine Entfernung von weniger als 6000 Lichtjahren.